# Yocoima
Yocoima est l'une des onze paroisses civiles de la municipalité de Caroní dans l'État de Bolívar au Venezuela.  Sa capitale est El Rosario.

## Géographie

### Situation
La paroisse civile est située au sud-est de la municipalité de Caroní.

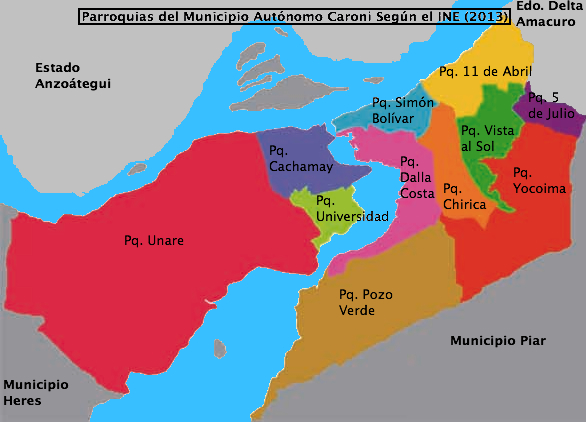
Carte des paroisses civiles de la municipalité de Caroní.

### Démographie
Hormis sa capitale El Rosario, la paroisse civile possède plusieurs localités :
- Agua Blanca del Sur
- Asentamiento Agua Sucia
- Asentamiento Ciudad Bendita
- Asentamiento La Montaña
- Asentamiento Manuel Piar
- Asentamiento San Miguel
- Cacahual
- Cacahual Las Piñas
- Caratal
- El Bajo Pirital
- El Chispero
- El Rosario
- Palo Grande
- Quebrada de Piedra
- Rancho Grande